# Tetracyphus
Tetracyphus är ett släkte av skalbaggar. Tetracyphus ingår i familjen vivlar.
Kladogram enligt Catalogue of Life:
| Tetracyphus | \| \| Tetracyphus fascicularis \| \| \| \| \| \| Tetracyphus mashunus \| \| \| \| |
|             | \| \| Tetracyphus fascicularis \| \| \| \| \| \| Tetracyphus mashunus \| \| \| \| |
|             | Tetracyphus fascicularis                                                          |
|             |                                                                                   |
|             | Tetracyphus mashunus                                                              |
|             |                                                                                   |